# Aguahua salamandra
Aguahua salamandra är en insektsart som först beskrevs av Victor Antoine Signoret 1855.  Aguahua salamandra ingår i släktet Aguahua och familjen dvärgstritar. Inga underarter finns listade i Catalogue of Life.